# Ignacio Pussetto
Ignacio Pussetto (Cañada Rosquín, 21 de dezembro de 1995) é um futebolista profissional argentino que atua como meia-atacante.

## Carreira

### Atl. Rafaela
Ignacio Pussetto começou a carreira no	Atlético de Rafaela, em 2013.

### Udinese
Ignacio Pussetto se transferiu para a Udinese Calcio, em 2018.